# Van Nuys
Van Nuys Los Angeles városrésze az USA Kalifornia államában. Lakosainak száma 110 747 fő (2008).

## Népesség
A település népességének változása:

| 2008 | 110 747 |